# Nuevo Vergel
Nuevo Vergel är en ort i Mexiko.   Den ligger i kommunen Copainalá och delstaten Chiapas, i den sydöstra delen av landet, 700 km öster om huvudstaden Mexico City. Nuevo Vergel ligger 611 meter över havet och antalet invånare är 138.
Terrängen runt Nuevo Vergel är kuperad åt nordost, men åt sydväst är den bergig. Runt Nuevo Vergel är det ganska tätbefolkat, med 72 invånare per kvadratkilometer. Närmaste större samhälle är San Fernando, 17,8 km söder om Nuevo Vergel. I omgivningarna runt Nuevo Vergel växer huvudsakligen savannskog.